# Jean Pestré
 Jean Pestré auch Abbé Pestré (* 1723 in Saint-Geniez-d’Olt (Département Aveyron); † 1821 in Paris) war ein französischer Theologe und Enzyklopädist.

## Leben und Wirken
Er arbeitete eng mit den beiden Abbés Claude Yvon (1714–1791) und Jean-Martin de Prades zusammen. Alle drei teilten sich ab dem Jahre 1751 eine Wohnung in Paris und trugen mit ihren Arbeiten zu dem im Juni 1751 erschienenen ersten Band der Encyclopédie von Denis Diderot und Jean-Baptiste le Rond d’Alembert bei. Sie arbeiteten bei der Abfassung der Artikel mit, die mit dem Buchstaben „C“ signiert waren. Ferner wurden die Lemmata: Philosophie von Francis Bacon, baconisme ou  Philosophie von Bacon, Glück, bonheur, Kabale cabale, Verleumdung, calomnie, Campanella, Kanadier, canadiens, Cardan, Cartesianismus cartésianisme und Selbstzufriedenheit, complaisance für die Bände II und III von Abbé Pestré geschrieben.
Seinen Lebensunterhalt verdiente er zeitweise als Hauslehrer und Erzieher des späteren Rechtsanwaltes Antoine Allut (1743–1794), der während der französischen Revolution guiolliniert wurde.